# Raión de Solomiansk
Raión de Solómiansk (en ucraniano: Солом'янський район) es un raión o distrito urbano de Ucrania, en la ciudad de Kiev, la capital de Ucrania. Ubicado en la parte occidental de la ciudad, en la cuenca del río Lýbid , afluente del Dniéper. El nombre del pueblo de Solómianka (en ucraniano: Соло́м'янка) que se convirtió en parte de Kiev en 1858. Establecido como distrito en 1921. Reorganizado en 2001. Un área del distrito fue colonizada desde la Edad Media. El llamado monte de Batú Kan, que invadió Kiev en 1240, se encuentra dentro del distrito.
Comprende una superficie de 40 km².

## Demografía
Según estimación 2010, contaba con una población total de 280400 habitantes.